# Bruno Giacomelli
 Bruno Giacomelli  va ser un pilot de curses automobilístiques italià que va arribar a disputar curses de Fórmula 1.
Va néixer el 10 de setembre del 1952 a Poncarale, Itàlia.

## A la F1
Bruno Giacomelli va debutar a la catorzena cursa de la temporada 1977 (la 28a temporada de la història) del campionat del món de la Fórmula 1, disputant l'11 de setembre del 1977 el G.P. d'Itàlia al circuit de Monza.
Va participar en un total de vuitanta-dues curses puntuables pel campionat de lta F1, disputades en vuit temporades no consecutives (1977 - 1983 i 1990), aconseguint un tercer lloc com millor classificació a una cursa i assolí catorze punts pel campionat del món de pilots.

## Resultats a la Fórmula 1
| Any  | Equip            | Xassís     | Motor      | 1         | 2         | 3         | 4         | 5       | 6       | 7         | 8       | 9       | 10      | 11      | 12      | 13      | 14      | 15      | 16     | 17  | Posició | Punts |
| ---- | ---------------- | ---------- | ---------- | --------- | --------- | --------- | --------- | ------- | ------- | --------- | ------- | ------- | ------- | ------- | ------- | ------- | ------- | ------- | ------ | --- | ------- | ----- |
| 1977 | Team McLaren     | McLaren    | Ford       | ARG       | BRA       | SUD       | O.USA     | ESP     | MON     | BEL       | SUE     | FRA     | GBR     | ALE     | AUT     | HOL     | ITA Ret | USA     | CAN    | JAP | -       | 0     |
| 1978 | Team McLaren     | McLaren    | Ford       | ARG       | BRA       | SUD       | O.USA     | MON     | BEL 8   | ESP       | SUE     | FRA Ret | GBR 7   | ALE     | AUT     | HOL Ret | ITA 14  | USA     | CAN    |     | -       | 0     |
| 1979 | Autodelta        | Alfa Romeo | Alfa Romeo | ARG       | BRA       | SUD       | O.USA     | ESP     | BEL Ret | MON       | FRA 17  | GBR     | ALE     | AUT     | HOL     | ITA Ret | CAN     | USA Ret |        |     | -       | 0     |
| 1980 | Alfa Romeo       | Alfa Romeo | Alfa Romeo | ARG 5     | BRA 13    | SUD Ret   | O.USA Ret | BEL Ret | MON Ret | FRA Ret   | GBR Ret | ALE 5   | AUT Ret | HOL Ret | ITA Ret | CAN Ret | USA Ret |         |        |     | 16è     | 4     |
| 1981 | Alfa Romeo       | Alfa Romeo | Alfa Romeo | O.USA Ret | BRA NC    | ARG 10    | SMR Ret   | BEL 9   | MON Ret | ESP 10    | FRA 15  | GBR Ret | ALE 15  | AUT Ret | HOL Ret | ITA 8   | CAN 4   | LVG 3   |        |     | 15è     | 7     |
| 1982 | Alfa Romeo       | Alfa Romeo | Alfa Romeo | SUD 11    | BRA Ret   | O.USA Ret | SMR Ret   | BEL Ret | MON Ret | E.USA Ret | CAN Ret | HOL 11  | GBR 7   | FRA 9   | ALE 5   | AUT Ret | SUI 12  | ITA Ret | LVG 10 |     | 22è     | 2     |
| 1983 | Toleman          | Toleman    | Hart       | BRA Ret   | O.USA Ret | FRA 13    | SMR Ret   | MON NVQ | BEL 8   | E.USA 9   | CAN Ret | GBR Ret | ALE Ret | AUT Ret | HOL 13  | ITA 7   | EUR 6   | SUD Ret |        |     | 19è     | 1     |
| 1990 | Life Racing Team | Life       | Life       | USA       | BRA       | SMR NVQ   | MON NVQ   | CAN NVQ | MEX NVQ | FRA NVQ   | GBR NVQ | ALE NVQ | HUN NVQ | BEL NVQ | ITA NVQ |         |         |         |        |     | -       | 0     |
| 1990 | Life             | Life       | Judd       |           |           |           |           |         |         |           |         |         |         |         |         | POR NVQ | ESP NVQ | JPN     | AUS    |     | -       | 0     |

### Resum
| Curses: | Victòries: | Pòdiums: | Poles: | Voltes ràpides: | Punts: |
| ------- | ---------- | -------- | ------ | --------------- | ------ |
| 82 (69) | 0          | 1        | 1      | 0               | 14     |